# Histoire de Paul
Pour plus de détails, voir Fiche technique et Distribution.
Histoire de Paul est un film français réalisé par René Féret, sorti en 1975. Le film reçut le Prix Jean-Vigo.

## Synopsis
Histoire de Paul a pour sujet l’arrivée d’un jeune homme dans un hôpital psychiatrique, à la suite d’une tentative de suicide dont nous ne connaissons pas les causes.
Car Histoire de Paul ne raconte pas le processus qui entraîne l’internement dans un asile, il se place d’emblée à l’intérieur des murs. Par l’intermédiaire de Paul, nous sommes invités à pénétrer dans un asile et à en connaître les lois et les mécanismes.
Nous subirons avec Paul la méfiance des autres fous, les décisions des médecins et, à travers quelques péripéties, nous assisterons à son intégration dans l’institution.
Le film se base sur le déroulement systématique du quotidien à travers les yeux des fous, du point de vue de leur groupe dans l’institution; c’est à travers leur regard que nous voyons les médecins, la psychologue, les infirmiers; et l’implacable absurdité du système des trois groupes humains condamnés à ne jamais se rencontrer: les médecins, les infirmiers et les malades.
Histoire de Paul ou comment Paul est condamné à ne plus jamais avoir d’histoire.

## Fiche technique
- Titre original : Histoire de Paul
- Réalisation : René Féret
- Scénario : René Féret
- Décors : Jean Haas
- Photographie : Nurith Aviv
- Musique : Jean-Marie Sénia
- Son : Francis Bonfanti
- Montage : Vincent Pinel
- Société de production : Les Films de l'Arquebuse
- Société de distribution :  La Clef Distribution
- Pays d’origine :  France
- Langue : français
- Format : noir et blanc - 35 mm - Son Mono
- Genre : drame
- Durée : 81 minutes
- Date de sortie : France : 15 octobre 1975

## Distribution
- Paul Allio : Paul Darras, un jeune homme interné en hôpital psychiatrique après une tentative de suicide
- Roland Amstutz : Roland, un infirmier
- Pierre Ascaride : Un infirmier
- Jean Benguigui : L'Italien
- Bernard Bloch : Jacques dit L'harmonica, un malade
- Gildas Bourdet : L'interne
- Philippe Clévenot : L'amnésique
- Jean Dautremay : La voix forte, un malade
- Bernard Freyd : L'infirmier-chef
- Jean-Louis Jacopin : Bertrand
- Michel Raskine : Un malade de la salle C
- Olivier Perrier : Le rigolard, un malade
- Pierre Forget : le lingère, un malade
- Michel Amphoux : Le costaud
- Claude Bouchery : Antoine dit L'angoisse, un malade
- Isabelle Caillard : Brigitte
- Florence Camarroque : La psychologue
- Rémy Carpentier : Un infirmier
- Georges Conti : Le mystique, un malade
- Gérard Cruchet : Un malade de la salle B
- Christian Drillaud : Un infirmier
- Richard Elbaz : Le violent, un malade